# Melaleuca brevisepala
Melaleuca brevisepala là một loài thực vật có hoa trong Họ Đào kim nương. Loài này được (J.W.Dawson) Craven & J.W.Dawson mô tả khoa học đầu tiên năm 1998.